# Alstonefield
Alstonefield es una parroquia civil y un pueblo del distrito de Staffordshire Moorlands, en el condado de Staffordshire (Inglaterra).

## Geografía
Según la Oficina Nacional de Estadística británica, Alstonefield tiene una superficie de 14,28 km².

## Demografía
Según el censo de 2001, Alstonefield tenía 274 habitantes (51,82% varones, 48,18% mujeres) y una densidad de población de 19,19 hab/km². El 13,14% eran menores de 16 años, el 77,37% tenían entre 16 y 74, y el 9,49% eran mayores de 74. La media de edad era de 45,83 años. Del total de habitantes con 16 o más años, el 21,01% estaban solteros, el 68,07% casados, y el 10,92% divorciados o viudos.
El 98,9% de los habitantes eran originarios del Reino Unido y el 1,1% del resto de países europeos. Todos eran blancos. El cristianismo era profesado por el 82,55% y el judaísmo por el 1,09%, mientras que el 9,09% no eran religiosos y el 7,27% no marcaron ninguna opción en el censo.
Había 120 hogares con residentes, 10 vacíos, y 15 eran alojamientos vacacionales o segundas residencias.